# Нафтопровід Баку — Тбілісі — Джейхан
Нафтопровід Баку — Тбілісі — Джейхан — трубопровід для транспортування каспійської нафти до турецького порту Джейхан, розташованому на березі Середземного моря. Офіційне урочисте відкриття всього нафтопроводу пройшло 13 липня 2006 у Джейхані.

## Технічні характеристики
- Довжина 1760 кілометрів[1]. Нафтопровід проходить по території трьох країн — Азербайджану (445 км), Грузії (245 км) і Туреччини (1070 км)[2].
- Проєктна пропускна потужність —  50 мільйонів тонн нафти на рік, або один мільйон барелів на добу[2]. У 202т року вдалося досягти підвищення пропускної потужності до 1,2 млн. барелів на добу[3].
- Вартість - 3,7 млрд доларів[2].
- Власником нафтопроводу є міжнародний консорціум BTC Co, його акціонери - BP (30 %), Державна нафтова компанія Азербайджану (SOCAR) (25 %), Unocal (8,9 %), Statoil (8,71 %), TPAO (6,53 %), ENI (5 %), Itochu (3,4 %), ConocoPhillips (2,5 %), Inpex (2,5 %), Total-FINA-ELF (5 %) і Amerada Hess (2,36 %[2]).

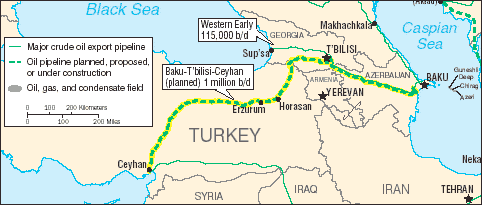
Маршрут трубопроводу Баку - Тбілісі - Джейхан

## Історія
Будівельні роботи почалися у квітні 2003 року. Нафтопровід вступив у дію 25 травня 2005 року, коли була відкрита його азербайджанська ділянка. 12 жовтня 2005 року відбулося урочисте відкриття грузинської ділянки.
Передбачається, що надалі нафтопровід буде продовжений до східного узбережжя Каспійського моря й по ньому буде перекачуватися нафта й з Казахстана.
У липні 2006 відбулося перше прокачування нафти. З тих пір щоденна кількість транспортованої по трубах нафти становить 1,2 млн барелів. 5 серпня 2008 року через вибух трубопроводу й наступної великої пожежі в районі компресорної станції в селищі Рефахйя провінції Ерзинджан подача нафти була припинена й відновлена тільки 25 серпня.

## Геополітичне значення
Ще до свого завершення трубопровід впливав на світову нафтову політику. Південний Кавказ, який раніше вважався заднім двором Росії, тепер є регіоном великого стратегічного значення. США та інші західні країни стали набагато активніше залучатися до справ трьох країн, через які буде проходити нафта. Країни намагалися використати участь як противагу економічному та військовому домінуванню Росії та Ірану в регіоні. Російські фахівці стверджують, що трубопровід послабить російський вплив на Кавказі. Голова комітету російського парламенту у закордонних справах Костянтин Косачов заявив, що США та інші країни Заходу планують розмістити військових на Кавказі під приводом нестабільності в регіонах, через які проходить трубопровід.
Проєкт піддався критиці через обхід та регіональну ізоляцію Вірменії, а також через проблеми з правами людини та безпекою. Ільхам Алієв, президент Азербайджану, який перебуває у конфлікті з Вірменією, сказав: «Якщо ми досягнемо успіху в цьому проєкті, вірмени опиняться в повній ізоляції, що створить додаткову проблему для їхнього майбутнього, їх і без того похмурого майбутнього».
Проєкт також є важливою ланкою енергетичного коридору Схід-Захід, що надає Туреччині більшого геополітичного значення. Трубопровід підтримує незалежність Грузії від російського впливу. Колишній президент Едуард Шеварднадзе, один із архітекторів та ініціаторів проєкту, бачив будівництво через Грузію як запоруку майбутньої економічної та політичної безпеки та стабільності країни. Цю думку поділяє і президент Михайло Саакашвілі. «Всі стратегічні контракти в Грузії, особливо контракт на каспійський трубопровід, є питанням виживання грузинської держави», — сказав він журналістам 26 листопада 2003 року.
Уведення в експлуатацію нафтопроводу дає можливість більш активно освоювати ресурси Каспійського басейну. В Азербайджані це в першу чергу освоєння блоку родовищ Азери-Гюнешли, у Казахстані — Кашаган.